# 人として
「人として」（ひととして）は、日本のフォークバンド・海援隊のメジャー12作目（通算17作目）のシングル。

## 概要
- 前作「思えば遠くへ来たもんだ」から3か月ぶりにして、アルバム『誰もいないからそこを歩く』からの先行シングル。
- 表題曲はメンバーの武田鉄矢主演のテレビドラマ『3年B組金八先生』の主題歌に起用された。同作のタイアップを手掛けるのは「贈る言葉」以来3作ぶり、通算2作目となった。
- オリコンチャート最高位25位を獲得。「贈る言葉」以来3作ぶりに圏内入りを果たした。

## 収録曲
1. 人として [3:37]
作詞：武田鉄矢
作曲：中牟田俊男、千葉和臣
編曲：大村雅朗
2. 遠い祭り [3:34]
作詞：武田鉄矢
作曲：中牟田俊男
編曲：佐孝康夫

## タイアップ
- TBS系列金曜ドラマ『3年B組金八先生』主題歌 (#1)

## 収録アルバム
- 誰もいないからそこを歩く (#1,2)
- 12の風景 (#1)
- 海援隊 全曲集 (#1)
- 海援隊/贈る言葉 (#1)
- 全曲集 (#1)
- 涙、自ら拭い去る時 (#1)
- 祝、卒業 (#1)
- 海援隊 全曲集 (#1)
- 光陰矢のごとし-3年B組金八先生主題歌集- (#1,1 ニューアレンジ)
- 3年B組金八先生主題歌集 (#1,1 オリジナル・カラオケ)
- エッセンシャル・ベスト 1200 海援隊 (#1)